# گروه ایبروستار
گروه ایبروستار (انگلیسی: Iberostar Group) شرکت مهمان‌نوازی اسپانیایی است، که در سال ۱۹۵۶ تأسیس شد.